# Elymus wawawaiensis
Elymus wawawaiensis är en gräsart som beskrevs av J.R.Carlson och Mary Elizabeth Barkworth. Elymus wawawaiensis ingår i släktet elmar, och familjen gräs. Inga underarter finns listade i Catalogue of Life.